# San Miguel (Lara)
Pour les articles homonymes, voir San Miguel.
San Miguel est la capitale de la paroisse civile de San Miguel de la municipalité de Jiménez de l'État de Lara au Venezuela. 